# Spilogona malaisei
Spilogona malaisei är en tvåvingeart som först beskrevs av Ringdahl 1920.  Spilogona malaisei ingår i släktet Spilogona och familjen husflugor. Arten är reproducerande i Sverige. Inga underarter finns listade i Catalogue of Life.